# Pelecopsis eminula
Pelecopsis eminula là một loài nhện trong họ Linyphiidae.
Loài này thuộc chi Pelecopsis. Pelecopsis eminula được Eugène Simon miêu tả năm 1884.